# Klonówek
Klonówek [pronunciación en polaco: /klɔˈnuvɛk/] es un pueblo ubicado en el distrito administrativo (gmina) de Warta, dentro del distrito de Sieradz, voivodato de Łódź, Polonia. Según el censo de 2011, tiene una población de 95 habitantes.
Está ubicado aproximadamente a 14 kilómetros al norte de Warta, a 27 kilómetros al noroeste de Sieradz, y a 61 kilómetros al oeste de la capital regional, Łódź.